# أخية
الأخية أو الأخوية (وأصلها من الكلمة العربية "أخي") كانت عبارة عن نقابات صوفية للشباب المكرسين لتحسين المجتمع الذين يركزون حول الأناضول، في الأراضي التي ستصبح الإمبراطورية العثمانية لاحقًا. وبدءًا من وقت انفصال السلاجقة عن سلطنة الروم في القرن الثالث عشر، وفرت هذه المنظمات قوة تنظيمية في المناطق النائية إلى حد كبير. كانت الأخية (أو جماعة الإخوان الشباب) جزءًا أساسيًا من التنمية الحضرية والبنية التحتية للتاريخ العثماني المبكر. تشكلت الأخويات من منظمات الفتوة الإسلامية في العصور الوسطى. وكان الغرض من كل أخوية هو توفير بنية تحتية للإنتاج والتجارة في المدينة التي أنشئت فيها وتوفير إطار اجتماعي لرجال المدينة.

## علم أصول الكلمات
مصطلح "أخي"، المشتق من الكلمة العربية التي تعني أخ، يحمل دلالة دينية خاصة مستمدة من القرآن الكريم، الذي ينص على (إنما المؤمنون إخوة). وعلى وجه التحديد، كان الأخ هو قائد المنظمة، كما اختاره زملاؤه الأعضاء، الذين كانوا يُعرفون باسم "الفتيان". وحدد ابن بطوطة، في رحلاته عبر الأناضول، الأخية والفتوة (رتبة الشباب والفروسية) كمصطلحين قابلين للتبادل، وكلاهما يصف نفس العمل الذي يتم القيام به.

## المنظمة
كانت جماعات الأخية في الأراضي التي ستصبح لاحقًا جزءًا من الدولة العثمانية تتمحور حول نُزُلٍ أو زاوية، حيث يقيم الأعضاء ويعيشون حياةً جماعية، ويشاركون في طقوسٍ مشتركة. وكان لتلك الطقوس طابعٌ ديني واضح، إذ كانت التقاليد الصوفية، التي ميّزت الأناضول عن كثير من العالم السُّني الأرثوذكسي في ذلك الحين، حاضرةً بقوة، لا سيما مع تراجع نفوذ سلطنة سلاجقة الروم. كما كانت الزاوية تؤدي دور بيت الضيافة للمسافرين، إذ كانت الضيافة تُعدّ من أعظم الفضائل التي يحرص عليها أعضاء تلك الجماعات.
يكاد يكون من المستحيل المبالغة في مدى تأثير هذه المحافل على المنطقة خلال فترة البيليكات (البايات) في الأناضول. لاحظ ابن بطوطة خلال رحلاته في المنطقة أنه "في كل منطقة ومدينة وقرية، يوجد أعضاء من المنظمة". يحدد جي جي أرناكيس المنظمات على أنها مسؤولة جزئيًا على الأقل عن السلام النسبي الذي اندلع بعد الغزو السلجوقي. في المناطق التي كانت فيها القوة الإمبراطورية، سواء كانت من العثمانيين أو الإمارات الأخرى أو السلاجقة، بالكاد تشع خارج البلاط، وفرت هذه المجموعات الاستقرار والتنظيم للمدن التي كانت لولا ذلك لا يمكن تصورها. وبقدرتهم على قتل الشرطة الفاسدة والطاغية كما كانوا يناقشون رؤساء الأساقفة المسيحيين الأسرى، فقد خدموا الأخية في حماية مجتمعاتهم وإيمانهم في وقت كانت فيه الحدود بين الإمارات فضفاضة في أحسن الأحوال.
مع بدء العثمانيين في عهد أورخان في توطيد سلطتهم، بدأوا في استيعاب العديد من وظائف الأخويات، وتركوها سليمة بينما ظلت الإمبراطورية ناشئة. وستشكل الأخويات جوهر المجتمعات العثمانية، حيث مُنحت مكانة نخبوية واحترامًا من قبل البلاط الإمبراطوري مقابل مكانتها التي لا يمكن تعويضها في النسيج الاجتماعي. وبينما سعى السلاطين اللاحقون إلى سحق القوة السياسية للأخية، فإن نفوذهم الطائفي سيظل قائمًا طوال فترة الحكم العثماني تقريبًا، متخذين دورًا حدده بعض المراقبين بأنه يشبه الماسونية الأوروبية، مع التركيز على الروابط الاجتماعية والتعاون بين العمال.
كانت الأخويات تحت قيادة أخ شاب أو أخي الذي اختاره جميع الرجال الآخرين في الأخوية ليكون الزعيم. كان هذا الرجل أعزب عادةً، ولكنه قد يكون أيضًا رجلاً متزوجًا أو حتى من نخبة المدينة. في بعض الحالات، يمكن أن يكون الأخي شخصًا يشغل بالفعل منصبًا حكوميًا رفيعًا بنفسه. كان الأخي مسؤولاً عن بناء وتأثيث دار رعاية المدينة. وكان أيضًا هو الشخص الذي يستضيف الضيوف عندما يزورون دار الرعاية ويقيمون فيها. كان يُطلق على أعضاء الأخوية اسم فتيان وكانوا يعملون أثناء النهار ويعيدون أموالهم إلى الأخي بمجرد انتهائهم في فترة ما بعد الظهر. ثم تُستخدم هذه الأموال لتزويد دار الرعاية بالطعام والضروريات الأخرى. إذا لم يكن هناك مسافرون، فإن الأعضاء يتناولون الطعام في المساء ثم يكررون نفس العملية في اليوم التالي. ومع ذلك، إذا كان هناك مسافر في المدينة، فسيتم إيواؤهم في دار الرعاية، وسيذهب إليهم الطعام الذي تم شراؤه كل يوم حتى يغادر لمواصلة سفره. 
تأسست الأخويات في المدن العثمانية التي تم فتحها حديثًا ويمكن العثور عليها في جميع أنحاء الأناضول في كل بلدة وقرية. في بعض الحالات، كما هو الحال في بورصة، يمكن للأخوية أن تتشكل بالكامل داخل المدينة في حوالي خمس سنوات. لكن الأمر استغرق بعض الوقت لتطوير النفوذ بين الناس وتجنيد الأعضاء. حتى في المواقف التي لم تكن فيها المدينة التي تم فتحها مسلمة سابقًا، لا تزال الأخويات قادرة على اكتساب النفوذ، وكانت بورصة مرة أخرى مثالًا على ذلك. دعمت الأخويات الطبقة العاملة، ولكن كان لدى العديد من الأخويات أيضًا نفوذ النخب.

## التصرفات والمعتقدات
اتسم رجال الجماعة عمومًا بحسن الخلق والكرم، إذ نُسبوا إلى مبادئ الفروسية والفضيلة الواردة في الفتوة. وصفهم ابن بطوطة بأنهم "رجالٌ يتوقون إلى الترحيب بالغرباء، ويسارعون إلى تقديم الطعام وتلبية احتياجات الآخرين، ومستعدون لقمع الظلم وقتل رجال الشرطة الظالمين والمجرمين الذين ينضمون إليهم". وقد أسست العديد من الجماعات جماعتها من خلال وثائق تُشبه "فُتُوَّة نامه" التي دعت إلى فضائل كالتواضع وضبط النفس والإنكار.

## التأثير
كان للأخويات دور مهم في تشكيل المجتمع العثماني المبكر وفي إنشاء الإنكشارية. خلال فترات الانتقال في الحكومة المركزية، كانت الأخية تسيطر على مدينتها وتحاول تجنب الكثير من الضرر مع انتقال السلطة إلى النظام التالي. كما كانوا يسيطرون على الكثير من التجارة والإنتاج في المدينة، وبالتالي كان لديهم سيطرة قوية على التنظيم الاقتصادي. كانوا في الأساس "قوة التنظيف" العثمانية حيث كانوا ينتقلون إلى المدينة ويستقرون فيها. لقد احتفظوا بمثل هذه القوة الهائلة في بعض الأماكن لدرجة أن النقابات المسيحية المحلية كانت غالبًا ما تُجبر على الاندماج مع الأخويات من أجل سبل عيشهم الخاصة. سمح هذا للأخويات بالسيطرة بسرعة على المناطق الحضرية في المنطقة.

## نهاية الأخويات
في نهاية المطاف، أصبحت الأخويات نقابات تجارية وفقدت استقلاليتها مع انضمامها إلى الدولة المركزية. ومع اتساع نطاق التجارة الدولية، أو على الأقل اتساع نطاقها، لم تعد الأخويات قادرة على السيطرة على اقتصاد مدينة أو منطقة معينة. استمر هذا النظام حتى نهاية القرن السادس عشر تقريبًا.

## استخدامات أخرى
في المملكة المتحدة، كلمة " أخي" هي كلمة عامية تعني "أخي"، وهي كلمة مُستعارة من اللغة العربية. كما تبنّاها فنانو الراب والدريل في المشهد الموسيقي اللندني.

## طالع أيضًا
- آخية
- الماسونية